# Râul Pasteur
Râul Pasteur este un curs de apă, afluent al râului Crișul Repede.

## Hărți
- Harta județului Bihor